# Ривердејл (Њу Џерзи)
Ривердејл (енгл. Riverdale) град је у америчкој савезној држави Њу Џерзи.

## Демографија
По попису из 2010. године број становника је 3.559, што је 1.061 (42,5%) становника више него 2000. године.
| Група             | 2000.         | 2010.         |
| Белци             | 2.265 (90,7%) | 3.014 (84,7%) |
| Афроамериканци    | 27 (1,1%)     | 43 (1,2%)     |
| Азијати           | 68 (2,7%)     | 189 (5,3%)    |
| Хиспаноамериканци | 110 (4,4%)    | 256 (7,2%)    |
| Укупно            | 2.498         | 3.559         |